# Corregidor (isla)
Corregidor, oficialmente isla del Corregidor durante la época española, es una isla de Filipinas situada en la bahía de Manila, cerca de la ciudad de Manila, capital del país. Corregidor pertenece al término municipal de Cavite desde 1857. Antes de aquella fecha formaba parte de Bataán. Tiene una longitud máxima de este a oeste de 6 km, una anchura media de 1,6 km y 5 kilómetros cuadrados de superficie total.

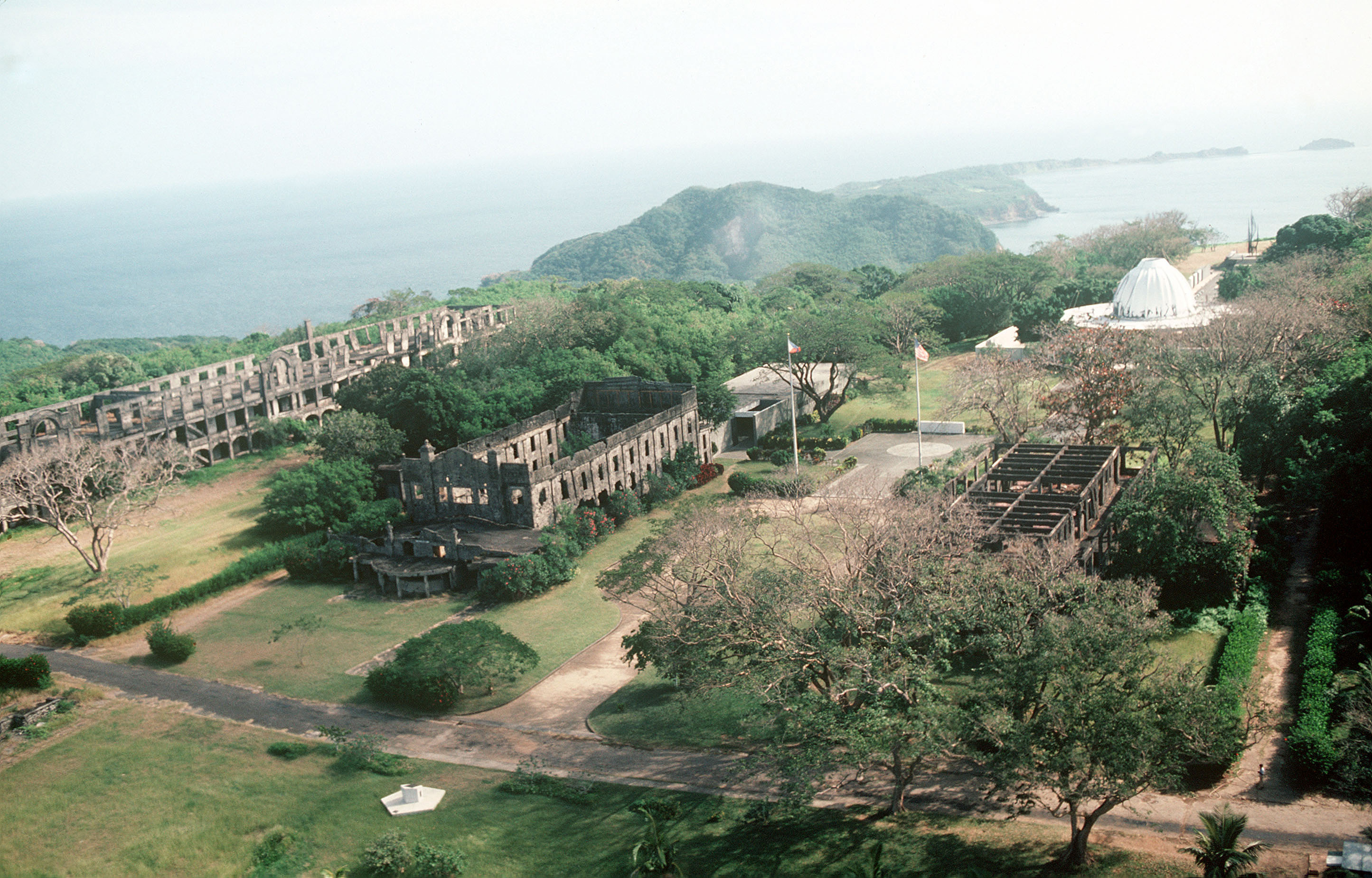
Ruinas de las fortificaciones estadounidenses de la Segunda Guerra Mundial.

La isla es especialmente conocida por su papel como fortaleza del ejército de los Estados Unidos durante la Segunda Guerra Mundial; en dicha isla se desarrolló la batalla de Corregidor. No obstante, por su estratégica posición en la bahía, ha sido históricamente un importante punto de apoyo para las defensas de Manila durante el período en que dicha ciudad fue española.
Actualmente el lugar es un importante destino turístico.